# Rabă
Claudiu Iosif Racz, cunoscut mai bine sub numele de scenă Rabă este un actor român de comedie.
Este originar din Turda
și este unul dintre cei mai cunoscuți și iubiți actori de comedie neaoșă, ardelenească, ai anilor 1990.
A terminat Facultatea de Mecanică din Cluj, unde s-a înscris în brigada BUM (Brigada de Umor "Mecanică"), care era brigada artistică oficială a facultății.
În această perioadă ținea câte 6 spectacole pe an în Cluj.
După Revoluție a devenit șeful brigăzii BUM și s-a ocupat de membrii trupei până în 1996, când a participat în emisiunea de divertisment „Știrile de sâmbăta asta” de la TVR Cluj.
În cadrul emisiunii „Știrile de sâmbăta asta”, a făcut echipă cu Rozalia Rus (Rozi, soția personajului „Rabă”, pe care îl domina), Constantin Trofin, Ovidiu Uscat, Viorel Muncaciu.
Emisiunea a primit 4 premii consecutive ale APTR-ului și două premii consecutive ale revistei Viva!.
Din toamna lui 2002 emisiunea s-a mutat la Antena 1, unde a continuat până în 2003.
În 2005 a fost cooptat din nou într-un serial de comedie, „Burlacii”, un sitcom pe TVR 1, făcând parte dintre personajele principale în primele 6 episoade.
Pe lângă actorie, Rabă cântă și muzică etno, de petrecere, și face videoclipuri la piese.
Porecla „Rabă” a dobândit-o la vârsta de 14 ani, când a salvat un cioban de la moarte sigură din fața unui TIR pe care scria RABA.